# کارووو (استان اشوی‌داشکسیه)
کارووو (به لهستانی: Karwów) یک منطقهٔ مسکونی در لهستان است که در گمینا اوپاتوو (استان اشوی‌داشکسیه) واقع شده‌است.